# Saußbach (Wolfsteiner Ohe)
Der Saußbach (auf einigen Abschnitten Saußwasser genannt) ist ein Bach im Landkreis Freyung-Grafenau in Niederbayern und der linke Oberlauf des Wolfsteiner Ohe.

## Geographie

### Verlauf
Der Saußbach entsteht aus dem Teufelsbach und dem Rothbach. Bei Waldmühle östlich von Hohenröhren trifft der Rothbach von Norden auf den Teufelsbach. Von Mauth fließt der Bach an Annathal (Gemeinde Mauth) vorbei in Richtung Freyung. Dort umfließt der Saußbach einen Felsvorsprung, auf dem das Schloss Wolfstein liegt. Danach tritt das Gewässer in eine Schlucht ein (die Buchberger Leite). Am Anfang der Schlucht wird der Saußbach zu einem See gestaut und der größte Teil des Wassers zur Energieerzeugung in einen Stollen geleitet (siehe Carbidwerk Freyung). Über den Stausee spannt sich eine mehr als 50 m hohe Brücke, auf der die B 12 verläuft. Etwa zwei Kilometer weiter trifft der Bach auf den Reschbach und bildet gemeinsam mit diesem die Wolfsteiner Ohe.

### Zuflüsse
Liste direkter Zuflüsse vom Ursprung zur Mündung. Auswahl.
Zusammenfluss des zunächst noch Saußwasser genannten Saußbachs auf rund 770 m ü. NHN bei der Waldmühle.
- Teufelsbach, linker Oberlauf, 10,0 km und 25,7 km²
- Rothbach, rechter Oberlauf, 6,1 km und 25,7 km²
- Hochmaisseige, von links auf etwa 750 m ü. NHN bei Spicking
- Innerer Bärenbach, von links auf etwa 725 m ü. NHN bei Annathal, 4,4 km und 7,2 km²
- Äußerer Bärenbach, von links auf etwa 723 m ü. NHN bei Bärnbachruhe
- Sandbach, von rechts auf etwa 694 m ü. NHN
- Windischbach, von links auf etwa 667 m ü. NHN, 9,5 km und 21,3 km²
- Schuißenbach auf etwa 664 m ü. NHN, von links bei Sonndorf
- Spaltenbach, von rechts auf etwa 654 m ü. NHN
- Kriegwiesenbach, von links auf etwa 642 m ü. NHN bei Vorderschmiding
- Tyrobach, von links auf etwa 632 m ü. NHN gegenüber der Leitenmühle, 7,0 km und 11,5 km²

## Nutzung

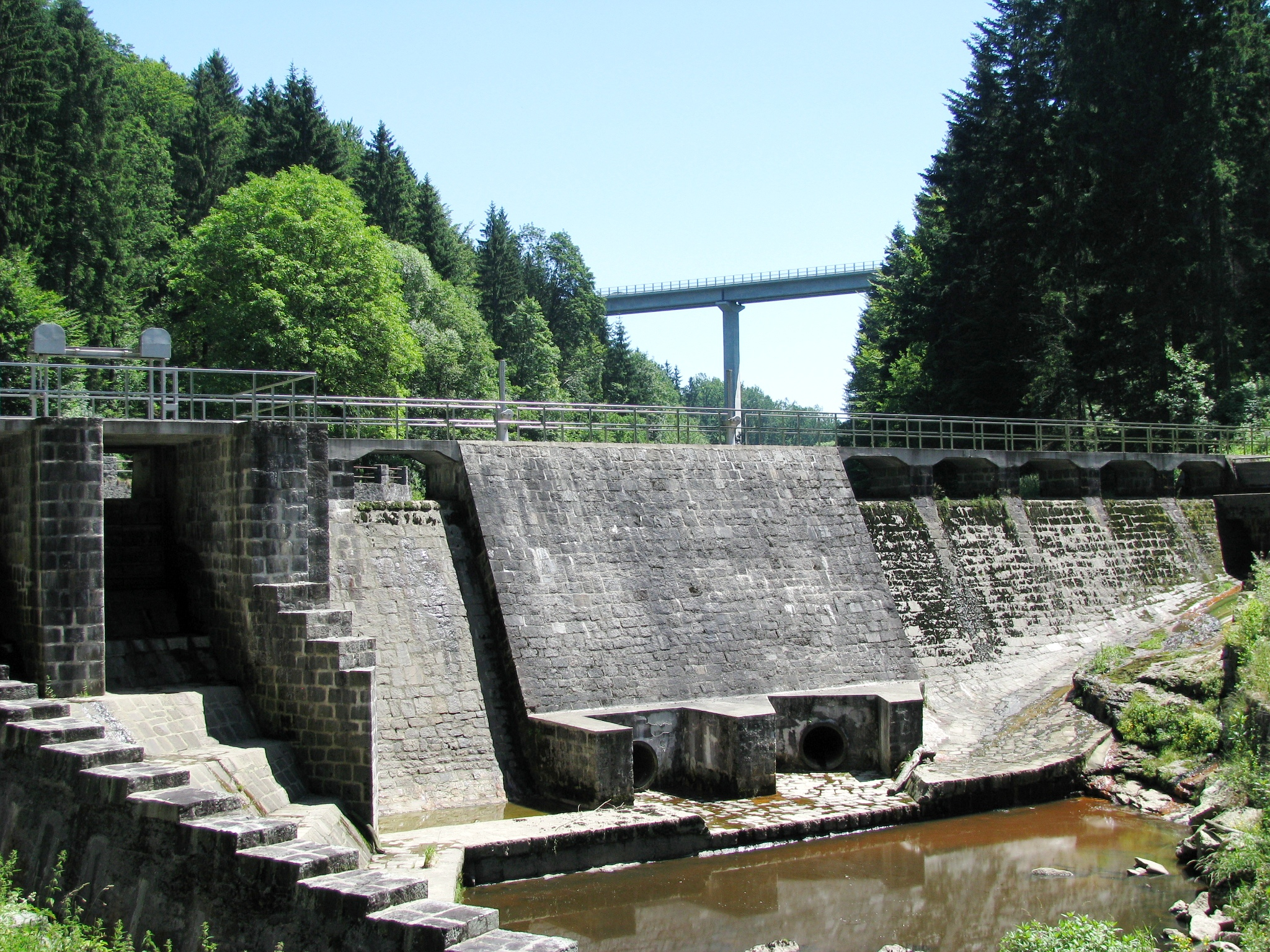
Staumauer des Saußbachwerkes

Wie viele Bäche in der Gegend wurde der Saußbach früher zur Holztrift genutzt. Heute nutzen mehrere kleine Wasserkraftwerke den Bach zur Energieerzeugung.